# 全地球カタログ
『全地球カタログ』（ぜんちきゅうかたろぐ）、英語でホール・アース・カタログ（英語: Whole Earth Catalog）とは、アメリカ合衆国で発刊された、ヒッピー向けの雑誌（カタログ）。WECと略される。

## 概要
1968年に、スチュアート・ブランドによって創刊された。創刊号の冒頭にはバックミンスター・フラーの写真とともに次のような言葉が掲載されている。
本カタログは、"最小のもので最大を成す" というバックミンスター・フラーが提唱した思想（ダイマクション ）から生まれたものであった。

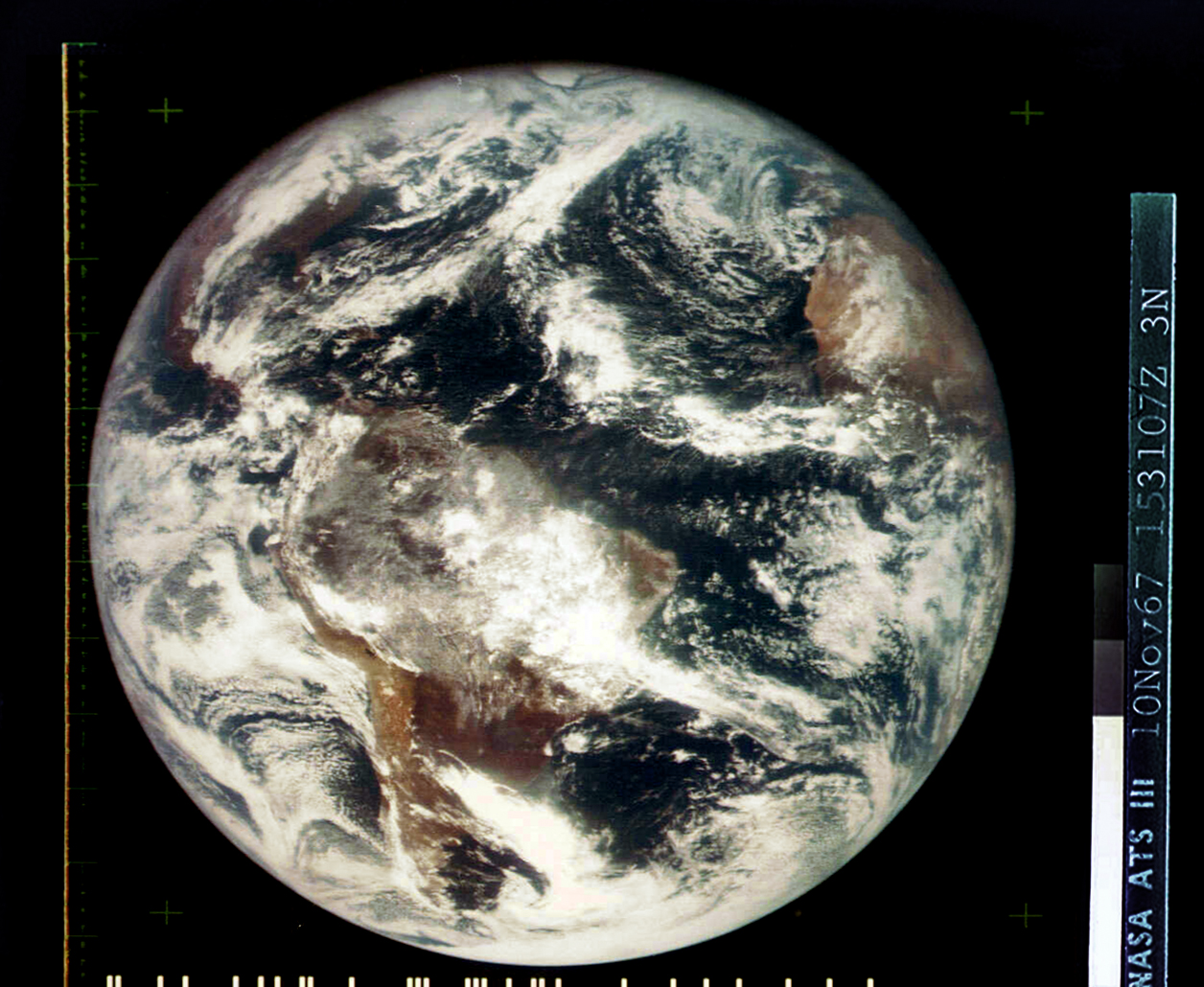
創刊号の表紙に使われた地球の写真（:en:ATS-3衛星で1967年に撮影されたもの）

（フラーは「宇宙船地球号」という考え方を提唱し広めた人物であり）当カタログの創刊号（1968年 FALL）の表紙を飾ったのは、1966年にブランドが起こした運動が功を奏してNASAから発表された、宇宙に浮かぶ地球の写真である。
掲載される商品は、" 環境と調和した新たな生き方 " に役立ち、それでいてクールな道具だった。つまりヒッピー・コミューンを支えるための情報や商品がカタログのように掲載されていた。
1968年から年2回のペースで発行され、ページ数が多い号では数百ページもの厚さにも及んだ分厚いカタログである。ヒッピーたちにバイブルのように扱われ、発行部数250万部ものベストセラーとなった。
『宝島』『遊』『POPEYE』など日本の主要なサブカルチャー雑誌にも大きな影響を与えたとされる。
だが、やがてヒッピー文化は次第に下火となり、1971年に当カタログの定期刊行は終わりを迎えた。1974年10月に刊行された『Whole Earth Epilog』号の裏表紙にバックミンスター・フラーの次の言葉が飾られた。
この言葉が、その後も大きな影響を生むことになる。→#Stay hungry. Stay foolish.
後日談
なお廃刊を記念して廃刊記念イベントが開催されヒッピーたちが集まったが、その場でヒッピーたちに驚きのアイディアが告げられた。カタログの売上金2万ドルを、ユニークな使い方を発表した者に譲るというアイディアだった。さっそくヒッピーたちが競い合うようにしてアイディアを提案する中、フレッド・ムーアが「お金（100ドル札）なんて燃やしてしまおう」とユニークな提案をし、ムーアに2万ドルが与えられた。しかしムーアはその金を燃やさず、その金を使って4年後の1975年にホームブリュー・コンピュータ・クラブというコンピュータの愛好家がコンピュータの情報やアイディアを無償で交換するためのクラブを立ち上げた。このクラブには、大学を中退したひとりの若者にすぎなかったスティーブ・ジョブズも参加しここでコンピュータに関する知識を深め、同じく会員だったエンジニアのスティーブ・ウォズニアックとともにAppleを起業した。なお、このApple社の最初の顧客もやはりホームブリュー・コンピュータ・クラブの会員だった。つまり当カタログのバタフライエフェクトは起き続けた。
スティーブ・ジョブズは全地球カタログについて、2005年6月に行われたスタンフォード大学の卒業式にゲストとして招かれ式辞を述べた際に、次のように言及した。
「若かった頃、すばらしい本に出会った。「ホールアースカタログ」。私たちの世代のバイブルだった。当時は1960年代後半で、まだDTP（パソコン編集）などできない時代だったので、このカタログは全てタイプライターとハサミとポラロイドカメラでつくられていて、いわば「紙でできたグーグル」だった。グーグルが誕生する35年前に作られたものだった。理想を掲げ、素晴らしいツールと気づきにあふれていた。」

## Stay hungry. Stay foolish.
最終号の巻末に掲載されたStay hungry. Stay foolish.というバックミンスター・フラーの言葉は、今も世界中の若者の人生を変え続けている。
ヒッピー風の文化を身につけ、10代でホールアース・カタログに出会い持ち歩き愛読し、ホームブルー・コンピュータ・クラブに所属したスティーブ・ジョブスの人生にもこの言葉は大きな影響を与えた。
スティーブ・ジョブズは、2005年6月12日に行われたスタンフォード大学の卒業式の式辞の最後で卒業生に贈る言葉として"Stay hungry. Stay foolish."を紹介し、この言葉を3度繰り返した。
（なおこのStay hungry. Stay foolishは、きわめて基礎的な英単語を使っているが、含意が非常に深く、適切な日本語訳は定まっていない。この言葉の深い意味をよく理解せず、表面的に直訳して「ハングリーであれ、愚かであれ」と訳されてしまうことも多いが、この訳で妥当なのかについてはかなり怪しい。「ずっと無謀で」という訳もある。また意訳して「満たされるな、分別くさくなるな」とか訳すほうが妥当かもしれず、さらに、ジョブズの式辞の内容の文脈も踏まえて、（式辞の中ではジョブズは、自分のやりたいことを貫け、人生の時間は限られている、誰かの言いなりになって人生を浪費してはいけない、他人の教えにとらわれるな、といったことを繰り返し述べたことを踏まえて）思い切って「自分の心に従って進め」と訳すほうが良いのかもしれない、とプロの翻訳家からは指摘されている。）
大谷翔平も この"Stay hungry. Stay foolish." の影響を受け、それについて次のように語った。
「ジョブズの言葉は元気をくれます。そのとき自分が思い悩んでいることがすごく小さなことだと思えたりする。楽になれる、というか、自分が変わるためのいいきっかけになってくれる。人と違うことをやってきて、そこに至った時、どうなるのか。"できるか できないか"よりも、"誰もやらないことをやってみたい"。」。

## 各号
| No.   | 出版日         | タイトル                                                                | 編集者                              | ページ数 | 価格   | 注目に値する点 | ISBNなど           |
| ----- | -------------- | ----------------------------------------------------------------------- | ----------------------------------- | -------- | ------ | --- | ------------------ |
| #1010 | Fall 1968      | Whole Earth Catalog                                                     | Stewart Brand                       | 64       | $5     | WECの創刊号。表紙写真:宇宙から見た地球 |                    |
| #1020 | January 1969   | The Difficult But Possible Supplement to the Whole Earth Catalog        | Stewart Brand                       | 32       | $1.65  | 価格の変更 |                    |
| #1030 | March 1969     | The Difficult But Possible Supplement to the Whole Earth Catalog        | Stewart Brand                       | 30       | $1.65  | 全地球を国定公園とすることを要請する手紙をリチャード・ニクソン大統領宛で書くよう読者に呼びかけた。 コモドール製コンピュータの写真を掲載し、そのサポートを開始。 |                    |
| #1040 | Spring 1969    | Whole Earth Catalog                                                     | Stewart Brand (with Lloyd Kahn)     | 132      | $4     | 表紙写真:月から見た地球。ヒューレット・パッカードの$4,900のプログラム電卓を掲載。                                                                               |                    |
| #1050 | July 1969      | Difficult But Possible Supplement to the Whole Earth Catalog            | Stewart Brand                       | 32       | $1     | |                    |
| #1060 | September 1969 | Difficult But Possible Supplement to the Whole Earth Catalog            | Stewart Brand                       | 34       | $1     | |                    |
| #1070 | Fall 1969      | Whole Earth Catalog                                                     | Stewart Brand (with Lloyd Kahn)     | 132      | $4     | 表紙写真: 深宇宙から見た地球 | ASIN B000KVJ3ZC    |
| #1080 | January 1970   | Whole Earth Catalog: The Outlaw Area                                    | Stewart Brand                       | 56       | $1     | |                    |
|       | March 1970     | Whole Earth Catalog: The World Game                                     | Gurney Norman (with Diana Shugart)  | 56       | $1     | en:Gene Youngbloodによる「バックミンスター・フラーの世界ゲーム」                                                                                                |                    |

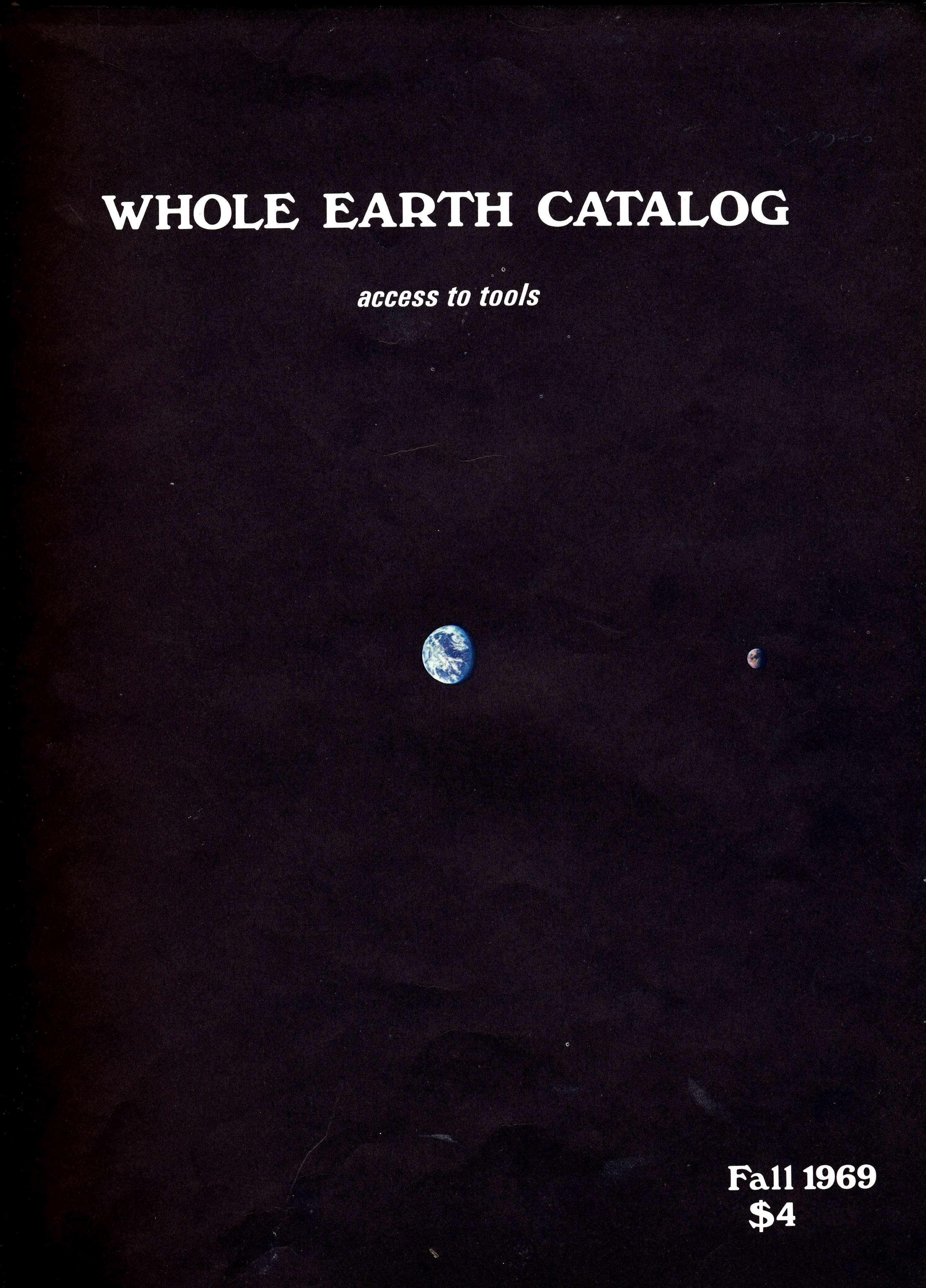
1969年FALL号の表紙
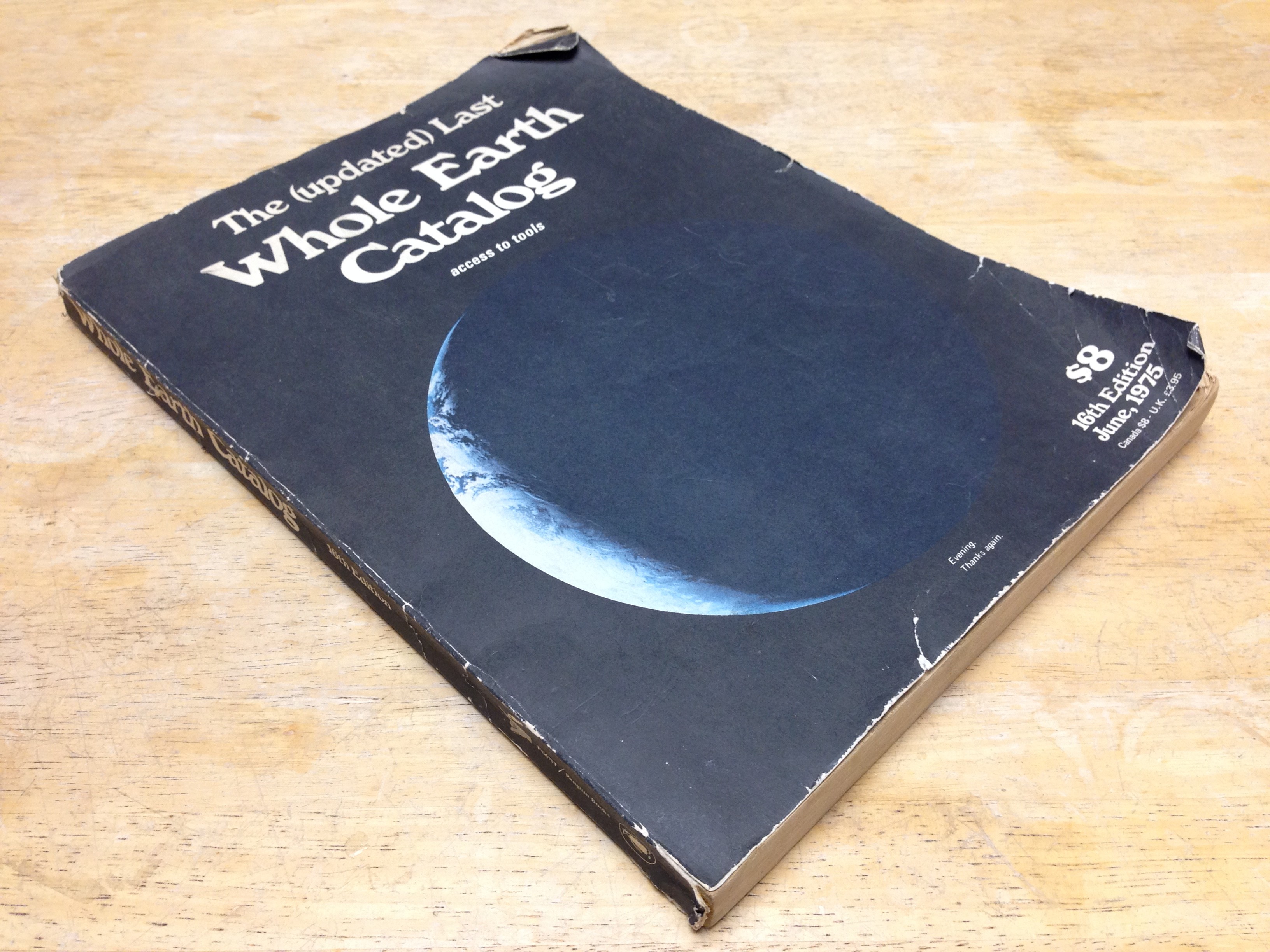
1975年6月号の表紙
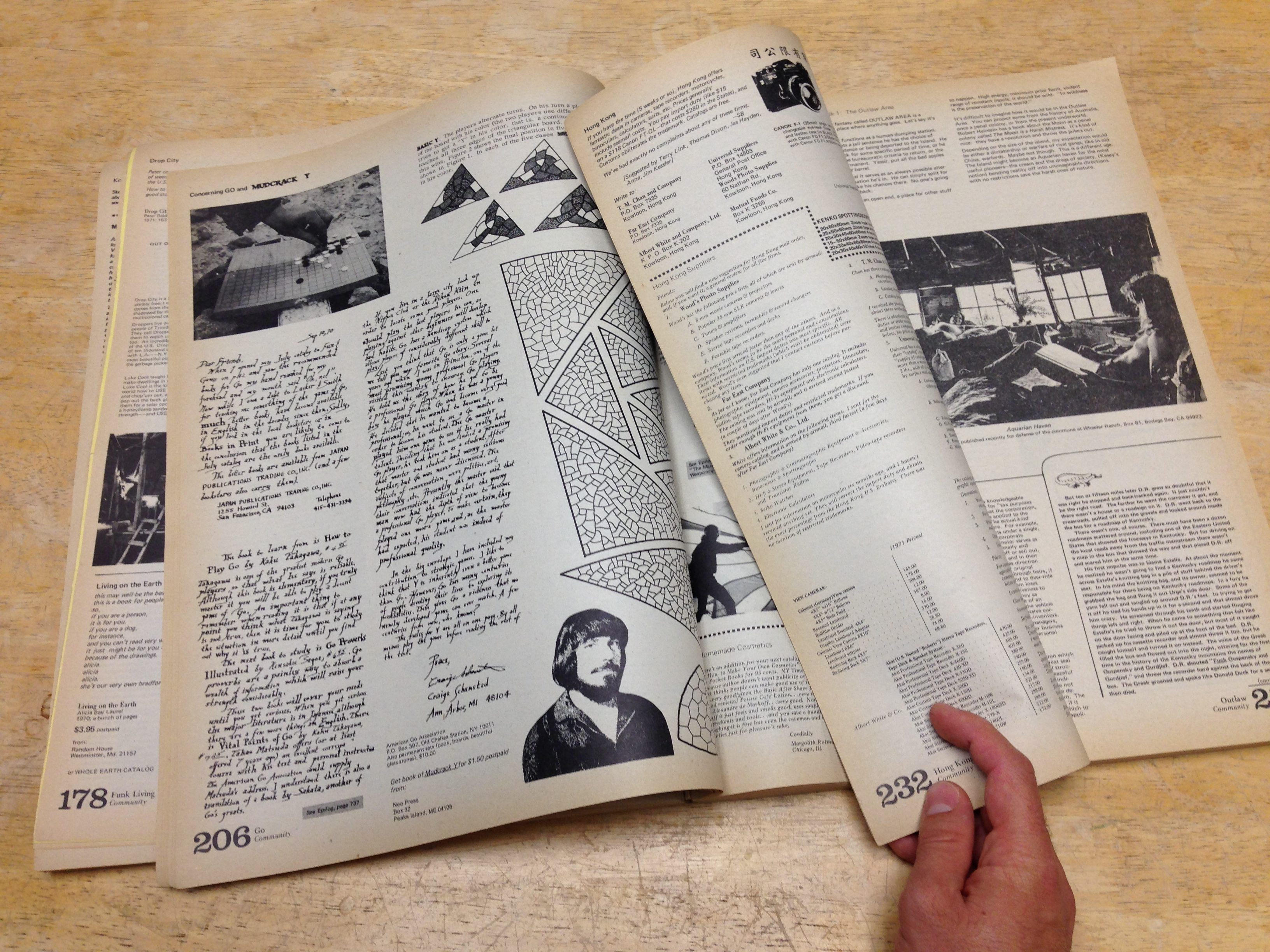
本文（1975年）
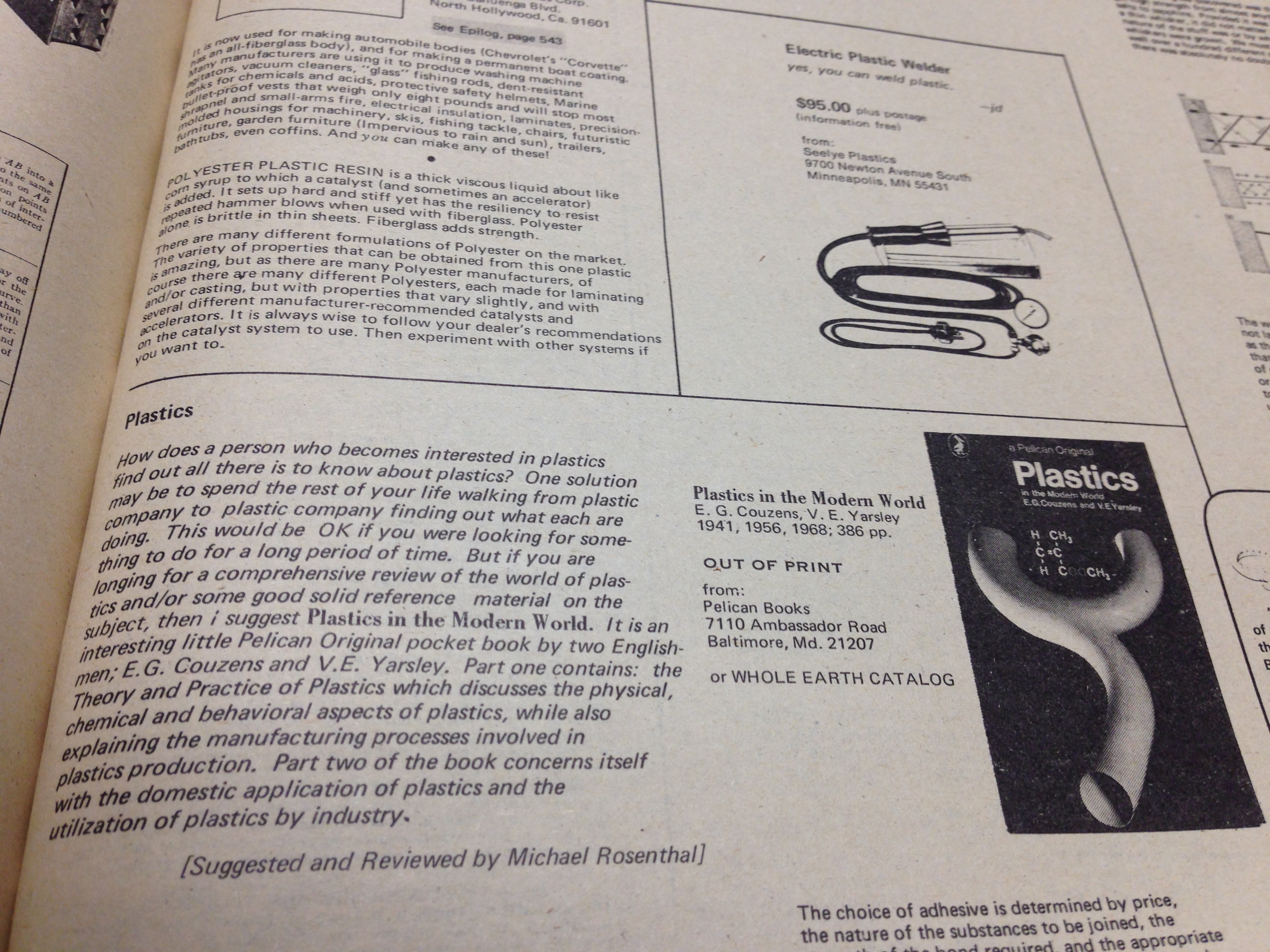
本文（1975年）

| #1090 | Spring 1970    | Whole Earth Catalog                                                     | Stewart Brand (with Lloyd Kahn)     | 148      | $3     | 表紙写真: M-31アンドロメダ銀河。 | ASIN B001B6L98O    |
| #1110 | July 1970      | Whole Earth Catalog                                                     | Gordon Ashby (with Doyle Phillips)  | 56       | $1     | "Find Your Place In Space"（曼荼羅シリーズ） | ASIN B00139YNAA    |
| #1120 | September 1970 | Whole Earth Catalog                                                     | Gurney Norman (with Diana Schugart) | 56       | $1     | ウェンデル・ベリーによる「小さく考えよう」。 |                    |
| #1130 | Fall 1970      | Whole Earth Catalog                                                     | J.D. Smith (with Hal Hershey)       |          | $3     | | ASIN B001B6GKWO    |
| #1140 | January 1971   | Whole Earth Catalog: Truth, Consequences                                | Stewart Brand                       | 48       | $1     | 表紙はTruth, Consequences。裏表紙は砂漠での生産の促進。 |                    |
| #1150 | March 1971     | The Last Supplement to The Whole Earth Catalog                          | Paul Krassner and Ken Kesey         | 132      | $1     | 表紙 Robert Crumb。 J. Marks「夢は終わった」。 Ken Kesey「バイブル」。 カタログアイテム無し。エッセーとイラストのみ。                                           | ASIN B000GTN5BG    |
| #1160 | June 1971      | The Last Whole Earth Catalog                                            | Stewart Brand                       | 452      | $5     | en:Gurney Norman「en:Divine Right's Trip」の連載。en:Wendy Carlosによるシンセサイザーのレビュー。表紙写真 : アポロ4号で撮影した地球。1972年全米図書賞 受賞。    | ISBN 0-394-70459-2 |
| #1170 | May 1971       | Whole Earth Catalog                                                     |                                     |          |        | |                    |
|       | May 1974       | The (Updated) Last Whole Earth Catalog                                  |                                     | 447      | $5     | “All listings accurate as of May 1974” | ISBN 9780394709437 |
| #1180 | October 1974   | Whole Earth Epilog                                                      |                                     | 320      | $4     | 表紙写真: アポロ12号で撮影した「月から昇る地球」。Paul Krassner「Tongue Fu」連載開始。                                                                          | ISBN 0-14-003950-3 |
|       | June 1975      | The (Updated) Last Whole Earth Catalog                                  | Stewart Brand                       | 452      | $6     | 16th Edition, "How To Do a Whole Earth Catalog" | ISBN 0-14-003544-3 |
|       | December 1977  | Space Colonies: Whole Earth Catalog                                     | Stewart Brand                       | 160      | $5     | | ISBN 0-14-004805-7 |
| #1220 | September 1980 | The Next Whole Earth Catalog                                            | Stewart Brand                       | 614      | $12.50 | 表紙写真: アポロ17号から見たマダガスカルと南アフリカ。宇宙旅行。                                                                                                | ISBN 0-394-73951-5 |
|       | March 1981     | The Next Whole Earth Catalog, revised                                   | Stewart Brand                       | 608      | $16    | Anne HerbertのThe Rising Sun Neighborhood Newsletterの抜粋の連載開始。 Ron Jonesのサードウェイブ実験                                                            | ISBN 0-394-70776-1 |
|       | Spring 1984    | Whole Earth Software Review, No.1                                       | Stewart Brand                       |          |        | |                    |
|       | Summer 1984    | Whole Earth Software Review, No.2                                       | Stewart Brand                       |          |        | |                    |
|       | June 1984      | Whole Earth Software Catalog 1.0                                        | Stewart Brand                       | 208      | $17.50 | 急成長するホームコンピュータ向けのソフトウェアのレビュー | ISBN 0-385-19166-9 |
|       | Fall 1984      | Whole Earth Software Review No.3                                        | Stewart Brand                       |          |        | |                    |
|       | Fall 1985      | Whole Earth Software Catalog 2.0 1986                                   | Stewart Brand                       | 224      | $17.50 | | ISBN 0-385-23301-9 |
| #1280 | September 1986 | The Essential Whole Earth Catalog                                       | J. Baldwin                          | 416      | $24.99 | Published by Doubleday | ISBN 0-385-23641-7 |
|       | 1988           | Whole Earth Catalog: Signal Communication Tools for the Information Age | Kevin Kelly                         |          |        | | ISBN 0-517-57083-1 |
|       | 1989           | The Fringes of Reason: Whole Earth Catalog                              | Ted Schultz with Stewart Brand      | 223      | $14.95 | | ISBN 0-517-57165-X |
|       | 1989           | The Electronic Whole Earth Catalog                                      | Stewart Brand                       | n.a.     |        | 初期のハイパーテキスト（CD-ROM版） |                    |
|       | 1990           | Whole Earth Ecolog                                                      | James Baldwin                       | 128      | $15.95 | エコロジー特集 | ISBN 0-517-57658-9 |
| #1330 | December 1994  | The Millennium Whole Earth Catalog                                      | Howard Rheingold                    | 410      | $30    | 白表紙。Wholeの「o」が地球。Jim Woodring, Frank's Real Pa 連載開始                                                                                              | ISBN 0-06-251059-2 |
| #1340 | December 1998  | Whole Earth Catalog: 30th Anniversary Celebration                       | Peter Warshall with Stewart Brand   | 108      | $14.95 | WECの創刊号 + 新規コメント。 | ISBN 1-892907-05-4 |

- 1969年FALL号の表紙
- 1975年6月号の表紙
- 本文（1975年）
- 本文（1975年）

## 関連文献
- 尾崎俊介「自己啓発本として読む『ホール・アース・カタログ』」（PDF）『外国語研究』第54巻、愛知教育大学外国語外国文学研究会、2021年3月、131-186頁、ISSN 02881861、2021年4月12日閲覧。